# Quarterback titolari degli Atlanta Falcons
Questi quarterback sono partiti come titolari per gli Atlanta Falcons della National Football League. Sono inseriti in ordine di data a partire dalla prima partenza come titolari nei Falcons.

## Quarterback titolari
Lista di tutti i quarterback titolari degli Atlanta Falcons. Il numero tra parentesi indica il numero di gare da titolare giocate nella stagione:

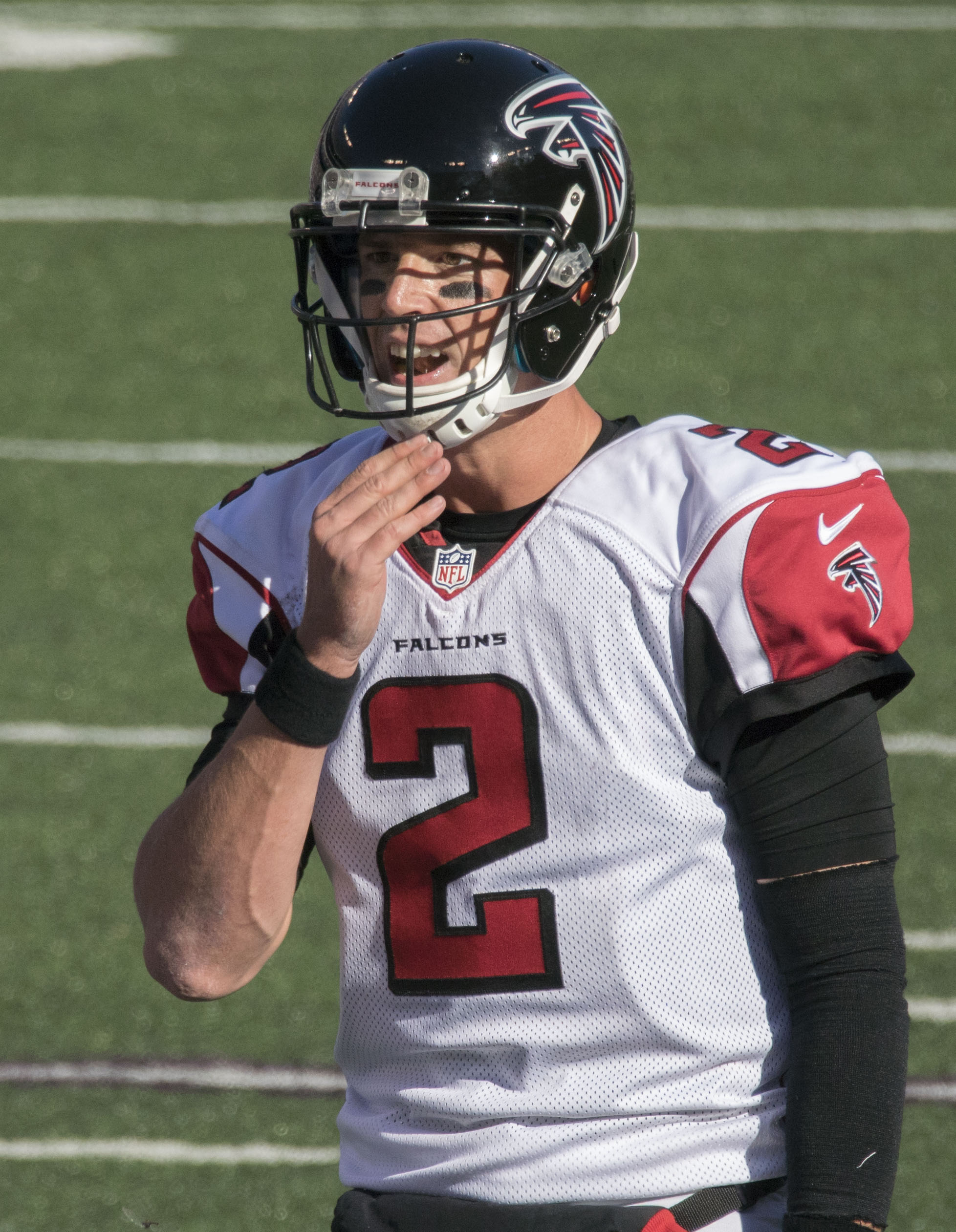
Matt Ryan 2008-presente

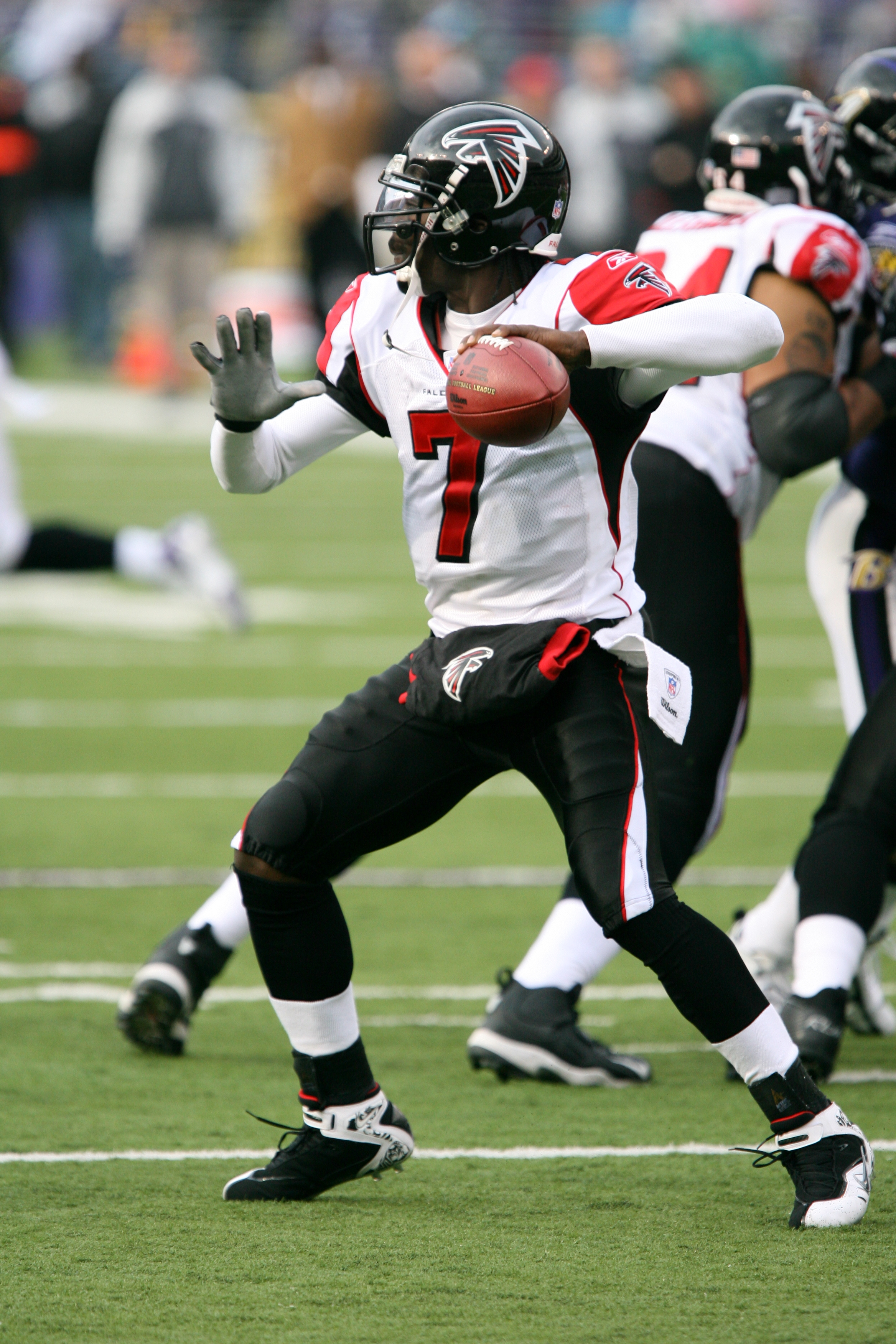
Michael Vick 2001-2006

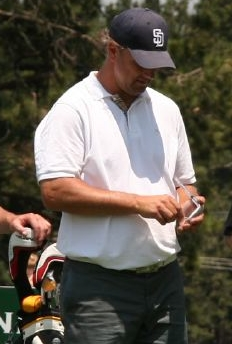
Chris Chandler 1997-2001

| Quarterback titolari degli Atlanta Falcons | |        |  |
| Anno                                       | Quarterback                                                                                         | Note   |  |
| 2019                                       | Matt Ryan (14) / Matt Shaub (2)                                                                     | [ 1 ]  |  |
| 2018                                       | Matt Ryan (16)                                                                                      | [ 2 ]  |  |
| 2017                                       | Matt Ryan (16)                                                                                      | [ 3 ]  |  |
| 2016                                       | Matt Ryan (16)                                                                                      | [ 4 ]  |  |
| 2015                                       | Matt Ryan (16)                                                                                      | [ 5 ]  |  |
| 2014                                       | Matt Ryan (16)                                                                                      | [ 6 ]  |  |
| 2013                                       | Matt Ryan (16)                                                                                      | [ 7 ]  |  |
| 2012                                       | Matt Ryan (16)                                                                                      | [ 8 ]  |  |
| 2011                                       | Matt Ryan (16)                                                                                      | [ 9 ]  |  |
| 2010                                       | Matt Ryan (16)                                                                                      | [ 10 ] |  |
| 2009                                       | Matt Ryan (14) / Chris Redman (2)                                                                   | [ 11 ] |  |
| 2008                                       | Matt Ryan (16)                                                                                      | [ 12 ] |  |
| 2007                                       | Joey Harrington (10) / Chris Redman (4) / Byron Leftwich (2)                                        | [ 13 ] |  |
| 2006                                       | Michael Vick (16)                                                                                   | [ 14 ] |  |
| 2005                                       | Michael Vick (15) / Matt Schaub (1)                                                                 | [ 15 ] |  |
| 2004                                       | Michael Vick (15) / Matt Schaub (1)                                                                 | [ 16 ] |  |
| 2003                                       | Doug Johnson (8) / Kurt Kittner (4) / Michael Vick (4)                                              | [ 17 ] |  |
| 2002                                       | Michael Vick (15) / Doug Johnson (1)                                                                | [ 18 ] |  |
| 2001                                       | Chris Chandler (14) / Michael Vick (2)                                                              | [ 19 ] |  |
| 2000                                       | Chris Chandler (13) / Danny Kanell (1) / Doug Johnson (2)                                           | [ 20 ] |  |
| 1999                                       | Chris Chandler (12) / Tony Graziani (3) / Danny Kanell (1)                                          | [ 21 ] |  |
| 1998                                       | Chris Chandler (14) / Steve DeBerg (1) / Tony Graziani (1)                                          | [ 22 ] |  |
| 1997                                       | Chris Chandler (14) / Billy Joe Tolliver (1) / Tony Graziani (1)                                    | [ 23 ] |  |
| 1996                                       | Bobby Hebert (13) / Jeff George (3)                                                                 | [ 24 ] |  |
| 1995                                       | Jeff George (16)                                                                                    | [ 25 ] |  |
| 1994                                       | Jeff George (16)                                                                                    | [ 26 ] |  |
| 1993                                       | Bobby Hebert (12) / Billy Joe Tolliver (2) / Chris Miller (2)                                       | [ 27 ] |  |
| 1992                                       | Chris Miller (8) / Billy Joe Tolliver (5) / Wade Wilson (3)                                         | [ 28 ] |  |
| 1991                                       | Chris Miller (14) / Billy Joe Tolliver (2)                                                          | [ 29 ] |  |
| 1990                                       | Chris Miller (12) / Scott Campbell (2) / Hugh Millen (2)                                            | [ 30 ] |  |
| 1989                                       | Chris Miller (15) / Hugh Millen (1)                                                                 | [ 31 ] |  |
| 1988                                       | Chris Miller (13) / Steve Dils (3)                                                                  | [ 32 ] |  |
| 1987                                       | Scott Campbell (9) / Erik Kramer (2) / Chris Miller (2) / Jeff Van Raaphorst (1) / David Archer (1) | [ 33 ] |  |
| 1986                                       | David Archer (11) / Turk Schonert (5)                                                               | [ 34 ] |  |
| 1985                                       | David Archer (11) / Steve Bartkowski (5)                                                            | [ 35 ] |  |
| 1984                                       | Steve Bartkowski (11) / Mike Moroski (5)                                                            | [ 36 ] |  |
| 1983                                       | Steve Bartkowski (14) / Mike Moroski (2)                                                            | [ 37 ] |  |
| 1982                                       | Steve Bartkowski (9)                                                                                | [ 38 ] |  |
| 1981                                       | Steve Bartkowski (16)                                                                               | [ 39 ] |  |
| 1980                                       | Steve Bartkowski (16)                                                                               | [ 40 ] |  |
| 1979                                       | Steve Bartkowski (14) / June Jones (2)                                                              | [ 41 ] |  |
| 1978                                       | Steve Bartkowski (13) / June Jones (3)                                                              | [ 42 ] |  |
| 1977                                       | Scott Hunter (7) / Steve Bartkowski (7)                                                             | [ 43 ] |  |
| 1976                                       | Scott Hunter (6) / Steve Bartkowski (5) / Kim McQuilken (3)                                         | [ 44 ] |  |
| 1975                                       | Steve Bartkowski (11) / Kim McQuilken (2) / Pat Sullivan (1)                                        | [ 45 ] |  |
| 1974                                       | Bob Lee (8) / Pat Sullivan (4) / Kim McQuilken (2)                                                  | [ 46 ] |  |
| 1973                                       | Bob Lee (10) / Dick Shiner (4)                                                                      | [ 47 ] |  |
| 1972                                       | Bob Berry (14)                                                                                      | [ 48 ] |  |
| 1971                                       | Bob Berry (11) / Dick Shiner (3)                                                                    | [ 49 ] |  |
| 1970                                       | Bob Berry (12) / Randy Johnson (2)                                                                  | [ 50 ] |  |
| 1969                                       | Bob Berry (7) / Randy Johnson (5) / Bruce Lemmerman (2)                                             | [ 51 ] |  |
| 1968                                       | Bob Berry (7) / Randy Johnson (7)                                                                   | [ 52 ] |  |
| 1967                                       | Randy Johnson (12) / Terry Nofsinger (1) / Steve Sloan (1)                                          | [ 53 ] |  |
| 1966                                       | Randy Johnson (11) / Dennis Claridge (3)                                                            | [ 54 ] |  |